# Plataforma Socialista
Plataforma Socialista (PFS) fue un movimiento político chileno socialista fundado el 28 de septiembre de 2019 siendo liderado por el exministro y excandidato presidencial Jorge Arrate. El colectivo se identificaba como «un espacio político donde participan socialistas sin ficha, ex militantes del PS y miembros activos en el partido, junto a militantes propios del colectivo y de otros partidos políticos».
Desde febrero de 2023 es miembro del Frente Amplio. En abril de 2024 formó parte del proceso para constituir un partido único del Frente Amplio, fusión que en julio de ese año unificó a Convergencia Social, Revolución Democrática y Plataforma Socialista.